# Kazališni festivali u Hrvatskoj
Popis kazališnih festivala u Hrvatskoj.
| Indeks: 0-9 A B C Č Ć D Dž Đ E F G H I J K L Lj M N Nj O P Q R S Š T U V W X Y Z Ž |

## B
- BIT (Blind In Theatre)
- BOK fest

## D
- Dani Hvarskog kazališta
- Dani satire Fadila Hadžića
- Dubrovačke ljetne igre

## E
- Eurokaz

## F
- Festival alternativnog kazališnog izričaja
- Festival glumca
- Festival hrvatske drame za djecu
- Festival hrvatskih kazališnih amatera (FHKA)[1]
- Festival hrvatskog amaterskog teatra
- Festival kršćanskog kazališta
- Festival neovisnih kazališta Republike Hrvatske – FEN
- Festival novog cirkusa
- Festival plesa i neverbalnog kazališta
- Festival svjetskog kazališta[2]
- FFRIK! festival

## G
- Ganz novi festival
- Gavelline večeri
- Giostra – Porečki povijesni festival

## K
- Kazališna revija Akademije Dramske Umjetnosti (KRADU)[3]
- Kazališni susreti u Zagvozdu

## M
- Marulićevi dani
- Međunarodni festival dječjih kazališta Maslačak
- Međunarodni festival kazališnih akademija Dioniz[4]
- Međunarodni festival kazališta lutaka Zagreb
- Međunarodni festival komornog teatra Zlatni lav
- Međunarodni festival malih scena

## N
- Naj, naj, naj festival
- Noć kazališta

## O
- Ogulinski festival bajke
- Osječko ljeto kulture

## R
- Retkovački susreti kazališnih amatera u Vukovarsko-srijemskoj županiji[5]
- Riječke ljetne noći

## S
- Scena Amadeo
- Sedam dana stvaranja
- Splitsko ljeto
- Susret profesionalnih kazališta za djecu i mlade

## T
- Teatar studentima!
- Test!
- Tjedan smijeha[6]
- Tjedan suvremenog plesa

## V
- Virovitički kazališni susreti (VIRKAS)[7]

## Z
- Zadar snova